# Brevis Historia Regum Dacie
Brevis Historia Regum Dacie (dansk: "Kortfattet Historie om Danernes Konger") af den danske historiker Sven Aggesen er den tidligst kendte danmarkskrønike nedskrevet af en navngiven forfatter. Aggesens værk er nedskrevet i 1186-87, mens den anonyme Roskildekrønike er lidt ældre, fra omkring 1140. Den af Aggesen skildrede rigshistorie følger samme kronologiske ramme som Saxos Gesta Danorum (også kendt som Saxos Danmarkshistorie), omend Saxos mere omfattende værk først udkom senere. Begge skrev på latin.
Krønikens forfatter Sven Aggesen var i tjeneste hos de danske konger Valdemar den Store og hans efterfølger Knud 6.. Herunder deltog Aggesen i vendertogterne i 1184 og 1185. Han angiver selv at han med sine skrifter ville medvirke til at hindre, at vore forfædres – og herunder de danske kongers og stormænds bedrifter – blev glemt. Derfor skrev han sin danmarkskrønike "Brevis historia regum Dacie", der omfatter danmarkshistorien fra omkring år 300 til 1185.
Krøniken er baseret på folkesagn og mundtlige overleveringer kombineret med forfatterens egne oplevelser og erindringer. Fremstillingen er præget af et tydeligt dansk nationalt synspunkt og er samtidig markant anti-tysk.
Ligesom Saxo tog Aggesen udgangspunkt i Lejrekrøniken; ligesom han var Aggesen bekendt med latin-renæssancen i Frankrig med dyrkelse af antikkens forfattere, og ligesom Saxo har Aggesen som sit ledemotiv en stærk kongemagt og en modvilje mod alt tysk. Aggesen starter sin krønike med den helt mytiske kong Skjold. Næsten halvdelen af værket består af de to beretninger om Uffe (også omtalt af Saxo og i Beowulf), og om Tyre Danebod. Beretningen om Tyre som ansvarlig for Dannevirke, er ren fantasi fra Aggesen, inspireret af Æneidens historie om dronning Didos fæstningsværker ved Karthago, og ment som en forherligelse af Valdemar den Stores Valdemarsvold. Om Knud den Store fortælles helt uhistorisk, at han - angiveligt ligesom kong Arthur - havde erobret Rom. Krøniken afsluttes dog med noget selvoplevet: Aggesens deltagelse i sejren over Bugislav af Pommern i 1185.